# Premio Helmuth James von Moltke
El premio Helmuth James von Moltke (Helmuth-James-von-Moltke-Preis) fue establecido en 2001 por la Sección alemana de la Sociedad Internacional de Derecho Militar y Derecho de Guerra. Es otorgado cada dos años por una junta judicial que funciona en el ámbito de la política de seguridad. 
El premio lleva el nombre del jurista alemán Helmuth James von Moltke (1907-1945), fusilado en enero de 1945 tras el fallido Atentado del 20 de julio de 1944 contra Adolf Hitler.

## Premiados
- 2001 - Peter Hilpold, Birgit Kessler
- 2003 - Andreas Hasenclever
- 2005 - Heike Krieger, Detlev Wolter
- 2007 - Heiko Meiertöns
- 2009 - Katharina Ziolkowski
- 2011 - Daniel Heck, Jana Hertwig